# Kim Dong-yong
Kim Dong-yong, född 12 december 1990, är en sydkoreansk roddare.
Kim Dong-yong tävlade för Sydkorea vid olympiska sommarspelen 2012 i London, där han slutade på 21:a plats i singelsculler.
Vid olympiska sommarspelen 2016 i Rio de Janeiro slutade Kim Dong-yong på 17:e plats i singelsculler.